# Барбра Банда
Барбра Банда (англ. Barbra Banda; нар. 20 березня 2000, Лусака, Замбія) — замбійська футболістка, нападниця клубу Національної жіночої футбольної ліги «Орландо Прайд» та національної збірної Замбії.

## Клубна кар'єра
Відіграла два сезони в клубі іспанського першого дивізіону «Логроньо». У січні 2020 року перебралася до клубу китайської жіночої Суперліги «Шанхай Шеньлі». Вона забила гол на 23-й хвилині свого дебюту за клуб 23 серпня. Банда забила 18 голів в 13 матчах ліги і стала володаркою "Золотої бутси" жіночої Суперліги Китаю 2020 року за кількістю забитих голів в лізі.
Орландо Прайд, 2024-
7 березня 2024 року клуб Національної жіночої футбольної ліги Орландо Прайд оголосив, що вони підписали з Бандою чотирирічний контракт до сезону 2027 року. Вона перейшла за 740 000 доларів, що є другою за величиною сумою в історії жіночого футболу. Вона дебютувала в клубі з лави запасних у переможному матчі з рахунком 1:0 проти San Diego Wave 19 квітня. Вона провела вражаючий перший старт 26 квітня, в якому вона віддала гольову передачу, забила гол і заробила пенальті у виїзній перемозі з рахунком 3:2 над Washington Spirit. Вона забила вісім голів у своїх перших семи іграх, зрівнявшись із Софією Сміт у боротьбі за «Золоту бутсу». Вона була названа гравцем місяця NWSL у травні, забивши сім голів у п'яти іграх, включаючи три дублі. 7 липня вона забила свій 12-й гол у сезоні, відкривши битву між двома останніми непереможеними командами ліги, Орландо Прайд та Kansas City Current, яка закінчилася перемогою Орландо Прайд з рахунком 2–1. Орландо виграв NWSL Shield, закінчивши регулярний сезон на першому місці, зібравши перший трофей в історії клубу. 13 голів Банди в сезоні були другими в лізі після рекордсмена Канзас-Сіті Темви Чавінгі. 8 листопада в першому раунді плей-офф Банда забила два голи в перемозі з рахунком 4-1 над Chicago Red Stars.

## Кар'єра в збірній
У складі дівочої збірної Замбії (U-17) виступала на дівочому чемпіонаті світу (U-17) 2014 року. За національну збірну Замбії дебютувала 2018 року.
У першому матчі Замбії на груповому етапі Олімпійських ігор 2020 року Банда відзначилася хет-триком в поєдинку проти Нідерландів. Матч закінчився з рахунком 3:10 — найбільша поразка жіночої збірної з футболу Замбії та найбільший рахунок серед жінок в історії Олімпійських ігор.
У другому груповому матчі Банда оформила ще один хет-трик проти Китаю і матч закінчився внічию 4–4.  Вона стала першою жінкою-футболісткою в історії Олімпійських ігор, яка зробила два хет-трики поспіль, і першою, хто зробив два хет-трики на одному турнірі. Вона є найкращим бомбардиром Африки за всю історію Олімпійських ігор.  
6 липня 2022 року Банда і троє її товаришів по команді, включаючи нападника Речел Кундананджі, були визнані такими, що не мають права виступати за Замбію на відбірному турнірі чемпіонату світу, Кубку африканських націй, після того, як тест на гендерну перевірку показав, що їх природний рівень тестостерону  був вищим, ніж дозволено Конфедерацією африканського футболу, яка  має суворіші правила ґендерної перевірки, ніж Олімпійські ігри. Це рішення викликало серйозні суперечки, і Human Rights Watch охарактеризувала його як «явне порушення» її прав людини.  У серпні 2022 року, після того як Замбія посіла третє місце на турнірі (і незважаючи на те, що Банда не змогла брати участь), вона та сім її товаришів по команді були підвищені в званні армією Замбії , і Банда отримала найвище звання сержанта  серед групи.
У вересні 2022 року Банда привела Замбію до перемоги в жіночому кубку КОСАФА 2022 року, головному жіночому міжнародному футбольному турнірі для національних збірних Південної Африки. За десять голів вона принесла їй «Золотий м'яч» найкращому гравцю турніру.
У червні 2023 року Банда була включена до складу збірної Замбії на чемпіонат світу з футболу FIFA серед жінок 2023 року в Австралії та Новій Зеландії після того, як ФІФА визнала її допущеною до участі у змаганнях у грудні 2022 року.
7 липня 2023 року вона забила два голи, включаючи переможний гол на 12-й хвилині компенсованого часу, в матчі проти Німеччини, яка посідає 2-е місце в рейтингу ФІФА і лідирує на 77-му місці в рейтингу Замбії, з вражаючим сенсаційним рахунком 3-2 .  Банда була названа гравцем матчу.  Пізніше того ж місяця, 31 липня, Банда була визнана гравцем матчу в першій перемозі Замбії на чемпіонаті світу, яка була проти Коста-Ріки. У цій грі Банда забила перший гол Замбії на чемпіонаті світу, який також став 1000-м голом в історії жіночих чемпіонатів світу.
9 квітня 2024 року вона здобула дубль у виїзній перемозі з рахунком 2:0 над Марокко у додатковий час, що дозволило її країні потрапити на літні Олімпійські ігри 2024 року, здобувши перемогу з рахунком 3:2 за сумою двох матчів.

### Голи за збірну
Scores and results list Zambia's goal tally first
| № | Дата           | Місце                                                 | Суперник   | Рахунок | Результат | Змагання                                   |
| - | -------------- | ----------------------------------------------------- | ---------- | ------- | --------- | ------------------------------------------ |
| 1 | 4 квітня 2018  | Національний стадіон Танзанії, Дар-ес-Салам, Танзанія | Танзанія   | 1–2     | 3–3       | кваліфікація Кубку африканських націй 2018 |
| 2 | 4 квітня 2018  | Національний стадіон Танзанії, Дар-ес-Салам, Танзанія | Танзанія   | 3–3     | 3–3       | кваліфікація Кубку африканських націй 2018 |
| 3 | 10 червня 2018 | Руфаро, Хараре, Зімбабве                              | Зімбабве   | 2–1     | 2–1       | кваліфікація Кубку африканських націй 2018 |
| 4 | 21 липня 2021  | Міяґі, Ріфу, Японія                                   | Нідерланди | 1–3     | 3–10      | Літня Олімпіада 2020                       |
| 5 | 21 липня 2021  | Міяґі, Ріфу, Японія                                   | Нідерланди | 2–10    | 3–10      | Літня Олімпіада 2020                       |
| 6 | 21 липня 2021  | Міяґі, Ріфу, Японія                                   | Нідерланди | 3–10    | 3–10      | Літня Олімпіада 2020                       |